# Géraldine Ranouil
Géraldine Ranouil is een Frans stripscenarist. Zij woont in Parijs.
In 2009 schreef Ranouil samen met Véronique Grisseaux het scenario voor het album Daphnée & Iris, getekend door Glen Chapron.
In 2013 verzorgde Ranouil het scenario voor het album De laatste verovering in de reeks Alex, getekend door Marc Jailloux.
- Bibliothèque nationale de France: cb16040598r (data)
- International Standard Name Identifier: 0000 0000 6271 5088
- Nederlandse Thesaurus van Auteursnamen: 363037993
- Système universitaire de documentation: 251406245
- Virtual International Authority File: 89827121